# Andy Wallace (autóversenyző)
Andy Wallace (Oxford, 1961. február 19. –) brit autóversenyző, az 1988-as Le Mans-i 24 órás autóverseny győztese.

## Pályafutása
1986-ban megnyerte a brit Formula–3-as bajnokságot, továbbá tesztpilóta volt a Formula–1-es Benetton-istállónál. 1987-ben és 1988-ban a nemzetközi Formula 3000-es sorozatban szerepelt.
1988-tól leginkább túraautó versenyeken vesz részt. A 90-es évek egyik leginkább foglalkoztatott pilótája volt a hosszútávú autóversenyeken. Jan Lammers és Johnny Dumfries váltótársaként megnyerte az 1988-as Le Mans-i 24 órás futamot. Ezentúl dobogós volt a 90-es, a 95-ös, valamint a 2001-es viadalon is.
1992-ben és 1993-ban a Sebringi 12 órás győztese volt, továbbá három alkalommal (1990, 1997, 1999) volt első a Daytonai 24 órás versenyen.
1999 és 2007 között az amerikai Le Mans szériában versenyzett.

## Eredményei

### Le Mans-i 24 órás autóverseny
| Év   | Csapat                    | Autó                   | Csapattárs            | Csapattárs            | Helyezés | Kiesés oka |
| ---- | ------------------------- | ---------------------- | --------------------- | --------------------- | -------- | ---------- |
| 1988 | Silk Cut Jaguar           | Jaguar XJR-9LM         | Jan Lammers           | Johnny Dumfries       | Győzelem |            |
| 1989 | Silk Cut Jaguar           | Jaguar XJR-9LM         | John Nielsen          | Price Cobb            | Kiesett  |            |
| 1990 | Silk Cut Jaguar           | Jaguar XJR-12          | Jan Lammers           | Franz Konrad          | 2.       |            |
| 1991 | Silk Cut Jaguar           | Jaguar XJR-12          | John Nielsen          | Derek Warwick         | 4.       |            |
| 1992 | Toyota Team Tom’s         | Toyota TS010           | Jan Lammers           | Teo Fabi              | 8.       |            |
| 1993 | Toyota Team Tom’s         | Toyota TS010           | Pierre-Henri Raphanel | Kenny Acheson         | Kiesett  |            |
| 1995 | Harrods Mach One Racing   | McLaren F1 GTR         | Derek Bell            | Justin Bell           | 3.       |            |
| 1996 | Harrods Mach One Racing   | McLaren F1 GTR         | Derek Bell            | Olivier Grouillard    | 6.       |            |
| 1997 | David Price Racing        | Panoz Esperante GTR-1  | James Weaver          | Butch Leitzinger      | Kiesett  | Motorhiba  |
| 1998 | Panoz Motorsports Inc.    | Panoz Esperante GTR-1  | David Brabham         | Jamie Davies          | 7.       |            |
| 1999 | Audi Sport UK Ltd.        | Audi R8C               | James Weaver          | Perry McCarthy        | Kiesett  | Motorhiba  |
| 2000 | Team Cadillac             | Cadillac Northstar LMP | Franck Lagorce        | Butch Leitzinger      | 21.      |            |
| 2001 | Team Bentley              | Bentley EXP Speed 8    | Eric van de Poele     | Butch Leitzinger      | 3.       |            |
| 2002 | Team Bentley              | Bentley EXP Speed 8    | Eric van de Poele     | Butch Leitzinger      | 4.       |            |
| 2003 | Racing for Holland        | Dome S101              | Jan Lammers           | John Bosch            | 6.       |            |
| 2004 | Zytek Engineering Ltd.    | Zytel 04S              | David Brabham         | Hayanari Shimoda      | Kiesett  | Motorhiba  |
| 2005 | Creation Autosportif Ltd. | DBA 03S                | Nicolas Minassian     | Jamie Campbell-Walter | 14.      |            |
| 2006 | Ray Mallock Racing        | MG-Lola EX264          | Mike Newton           | Thomas Erdos          | 8.       |            |
| 2007 | Ray Mallock Racing        | MG-Lola EX264          | Mike Newton           | Thomas Erdos          | Kiesett  |            |
| 2008 | Ray Mallock Racing        | MG-Lola EX265          | Mike Newton           | Thomas Erdos          | Kiesett  |            |

## Külső hivatkozások
- Hivatalos honlapja